# Manchester Monarchs (2015–2019)
Manchester Monarchs var ett amerikanskt professionellt ishockeylag som spelade i den nordamerikanska ishockeyligan ECHL från 2015 till 2019 när verksamheten upphörde.
De spelade sina hemmamatcher i inomhusarenan SNHU Arena i Manchester i New Hampshire.
Laget hade sitt ursprung från Huntington Blizzard som anslöt sig 1993 till East Coast Hockey League (dagens ECHL) och spelade fram till 2000. Tre år senare uppstod laget på nytt i ECHL med namnet Texas Wildcatters och spelade då sina hemmamatcher i Ford Arena i Beaumont i Texas.
Det varade till 2008 när laget flyttades till Ontario i Kalifornien och blev Ontario Reign. 2015 gjorde städerna Ontario och Manchester en rockad med varandra, Reign flyttades till Manchester och blev dagens Manchester Monarchs i ECHL medan Manchester flyttade sitt AHL-lag med samma namn som ECHL-laget till Ontario för att vara det nya Ontario Reign och spela i AHL. De var farmarlag till Los Angeles Kings i National Hockey League (NHL). Laget vann aldrig Kelly Cup, som ges till vinnaren av ECHL:s slutspel.
Monarchs fostrade spelare som Cédrick Desjardins, Matt Fornataro, Gašper Kopitar, Yann Sauvé och Jordan Smotherman som spelar/har spelat för laget.